# マンドリュート
マンドリュート（リュート・モデルノまたはリュート・カンタービレともいう）はマンドリン属の一種。
マンドリュートというのは日本だけで呼ばれる俗称で、正式にはリュート・モデルノ。カラーチェ社のものは、特別にリュート・カンタービレと称する。

## 構造
19世紀末に開発され、マンドリン四重奏の低音部を受け持っていた。マンドリュートはマンドロンチェロに高音弦を足して、10弦から成り立っている。チューニングはCGDAEの複弦である。マンドリュートのために多くの作品が書かれたが、現在ではほとんどマンドロンチェロに置き換えられている。

## 経緯
この楽器の正式名称はLiuto Cantabileである。カラーチェ社はmandolino piccolo, mandolino, mandola contralto, mandola tenore, mandoloncello, liuto cantabile, mandolone basso, mandolone contrabbasso, arciliutoといったマンドリンの大家族を想定して製作したものの、唯一生き残ったカラーチェオリジナル製品はliuto cantabileだけであった。マンドロンチェロよりも音域が広くよく共鳴することから、マンドロンチェロ奏者の代替楽器としてイタリアと日本で使われている。日本のマンドリンオーケストラの常駐楽器ではなく、Liuto Cantabileの代わりにギターが使われることがほとんどである。mandolin I and II, mandola そして liuto cantabileといった四重奏を想定して実際19世紀にはFlorentine Quartetとして興行まで打っていたが、さほど定着しなかった。
現在でも盛んに制作されており、手にする奏者は多い。この楽器のためのリサイタルということも、十分想定される独奏楽器である。